# Minami Uwano
Minami Uwano (en japonés: 上野 みなみ, Uwano Minami, Hachinohe, 18 de mayo de 1991) es una deportista japonesa que compitió en ciclismo en las modalidades de pista y ruta.
Ganó una medalla de plata en el Campeonato Mundial de Ciclismo en Pista de 2015, en la carrera por puntos.

## Medallero internacional
| Campeonato Mundial | Campeonato Mundial      | Campeonato Mundial | Campeonato Mundial |
| Año                | Lugar                   | Medalla            | Competición        |
| ------------------ | ----------------------- | ------------------ | ------------------ |
| 2015               | Saint-Quentin (Francia) | Medalla de plata   | Puntuación         |

## Palmarés
2009
- 3.ª en el Campeonato de Japón Contrarreloj

2012
- 2.ª en el Campeonato Asiático Contrarreloj
- 3.ª en el Campeonato de Japón Contrarreloj

2013
- 2.ª en el Campeonato Asiático Contrarreloj
- 3.ª en el Campeonato de Japón Contrarreloj

2014
- 3.ª en el Campeonato de Japón Contrarreloj

2019
- 3.ª en el Campeonato de Japón Contrarreloj